# ريح نجمي

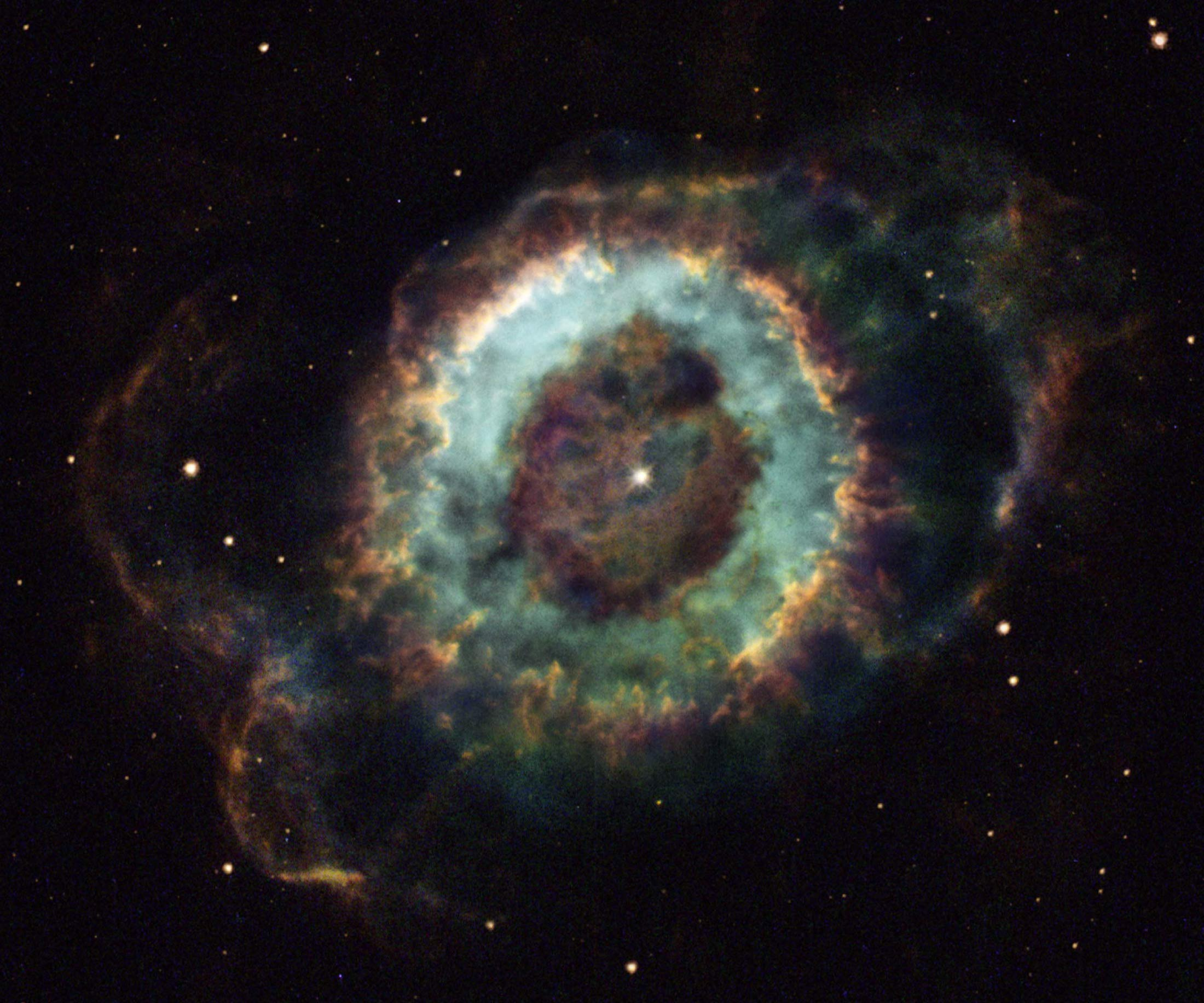
ريح نجمي من NGC 6369

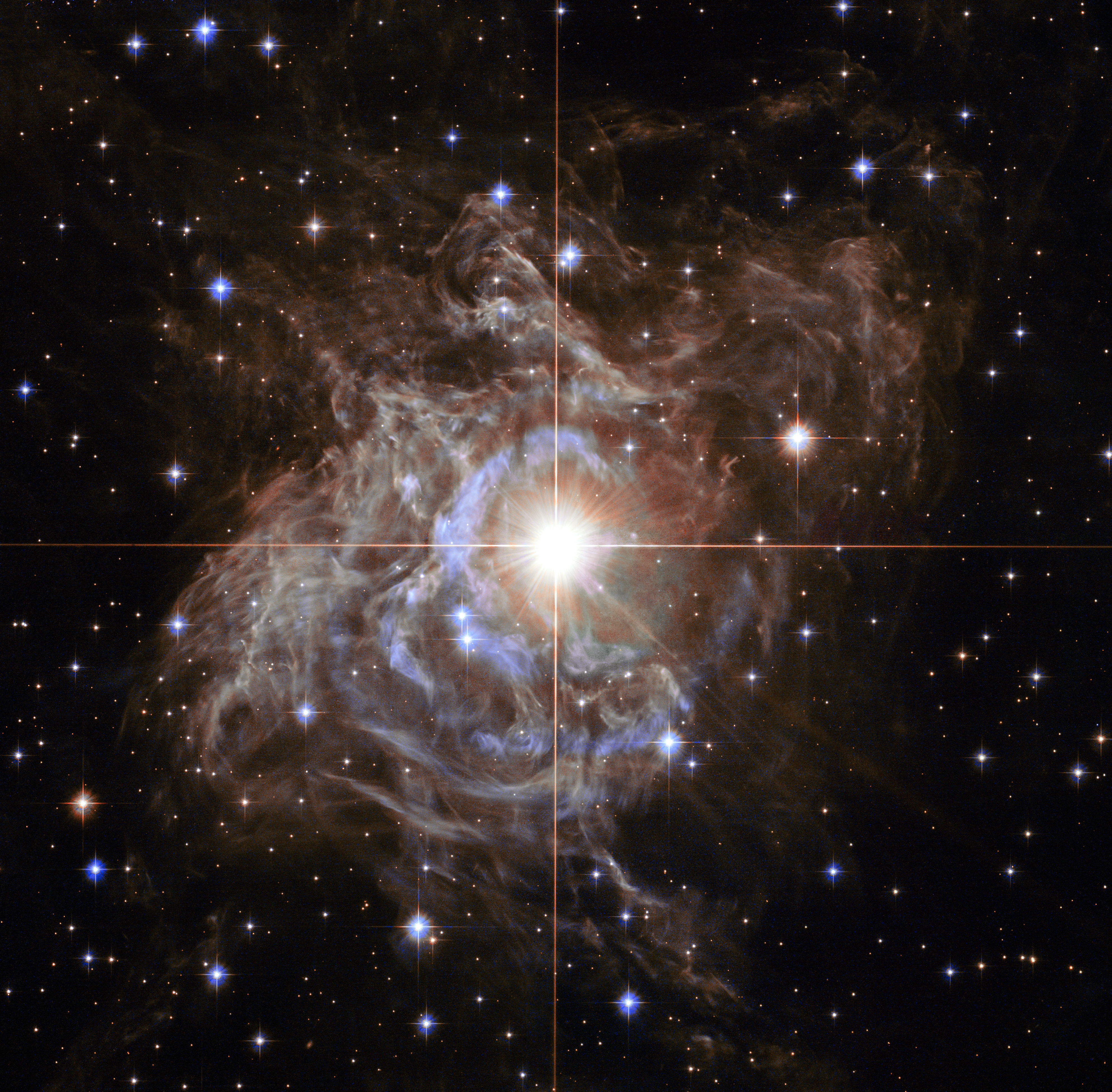
النجم RS Puppis أحد أشد النجوم لمعانا من نوع متغير قيفاوي في مجرة درب التبانة ؛ صورة من تلسكوب هابل الفضائي

ريح نجمي في الفلك (بالإنجليزية: Stellar wind) هو تسرب مادة وغاز من على سطح نجم إلى الفضاء. وتبلغ سرعة تلك الرياح بحسب نوع النجم بين 10 كيلومتر في الثانية إلى عدة 1000 كيلومتر في الثانية. وتبلغ المادة المفقودة من النجم بين 
{\displaystyle 10^{-14}} إلى {\displaystyle 10^{-3}} كتلة شمسيةفي السنة الواحدة .
وتوجد أصناف من الرياح النجمية، وهي تصنف بحسب ميكانيكية إصدارها:
- رياح من نجوم باردة: مثل رياح تصدر من عملاق أحمر، وهي تتكون من ذرات وجزيئات متعادلة من أول أكسيد الكربون، والسيليكات وما يشابهها. تلك الرياح المحملة بالغبار تبلغ سرعاتها عدة 10 كيلومتر في الثانية فقط وتكون بطيئة. المادة الموجودة في الغلاف الجوي لعملاق الأحمر تعاني من صدمات موجية بسبب نبضات النجم المتغير، تلك النبضات تعمل على تسريع الريح النجمية إلى الفضاء.

على بعد معين من النجم حيث تكون درجة الحرارة قد انخفضت يتكثف الغاز إلى غبار. القوة المؤثرة هي ضغط الإشعاع الذي يصتدم بحبيبات وجزيئات الغاز و تتشتت عليها. وقد يصل الفقد في كتلة النجم إلى {\displaystyle 10^{-6}} كتلة شمسية في السنة وهي كمية كبيرة. وتنشأ تلك الرياح النجمية خلال الفترة الأخيرة من عمر النجم وترجع إليها نشأة السدم الكوكبية.
- في نجوم النسق الأساسي المشابهة للشمس: يتكون الريح النجمي بصفة أساسية من بروتونات وإلكترونات. وتنشأ تلك الريح الشمسية من درجات الحرارة العالية في الهالة الشمسية حيث تصل درجة الحرارة فيها إلى عدة ملايين كلفن (بالمقارنة بسطح الشمس الذي تبلغ درجة حرارته نحو 5780 كلفن). ويسرع ضغط الغاز الريح إلى عدة مئات الكيلومترات في الثانية.

تفقد الشمس حالياً نحو {\displaystyle 10^{-14}} كتلة شمسية في السنة، ولذلك فلا نلاحظ تأثيراً يذكر لتطور الشمس .
بالنسبة إلى نجوم النسق الأساسي التي تكون لها طبقة خارجية ناقلة للحرارة بالحمل تتكون لها هالة مثل هالة الشمس. يسخن ذلك الجو المخلخل بواسطة موجات صوتية إلى عدة ملايين كلفن، وبذلك تكتسب جسيمات البلازما حركة براونية حرارية تؤدي بها إلى الانطلاق خارج النجم في هيئة ريح نجمي.

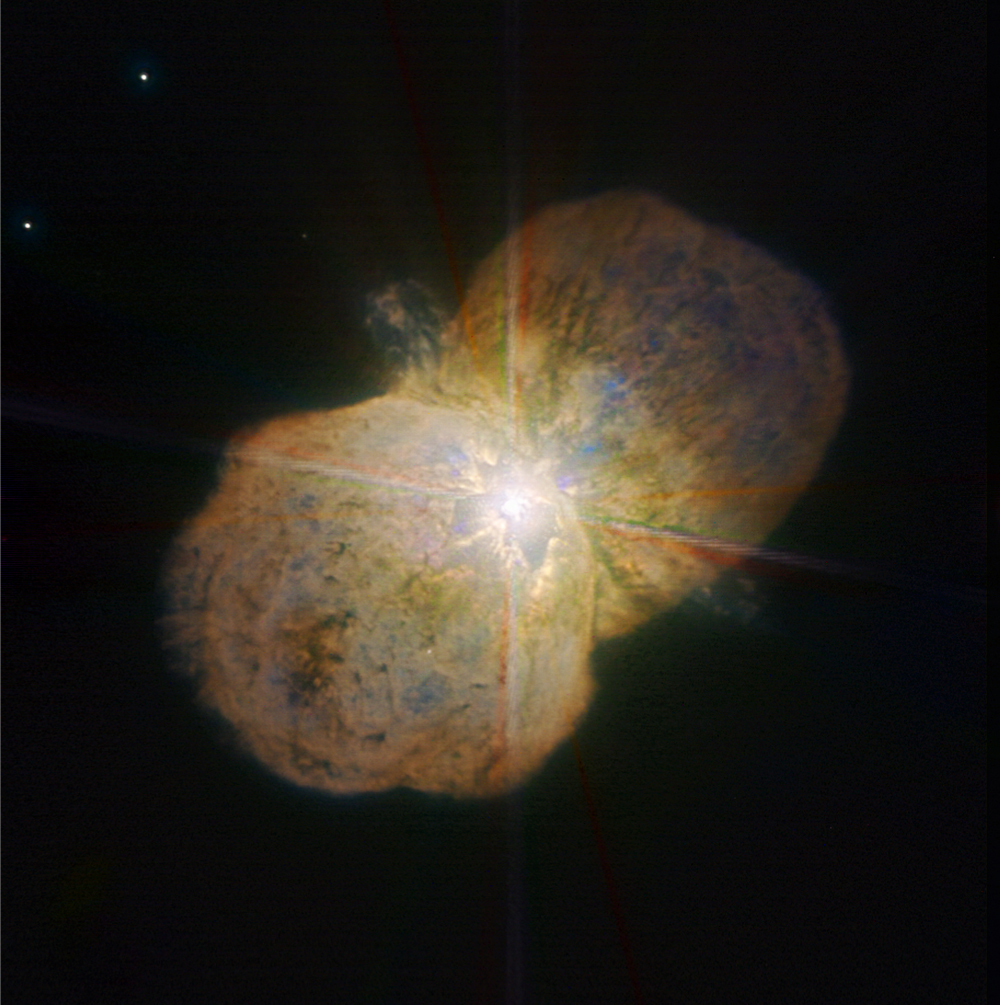
إيتا كارينا العملاق المتغير، صورة للأشعة تحت الحمراء بواسطة التلسكوب العظيم الموجود في شيلي، الصورة معارة من إيسا.

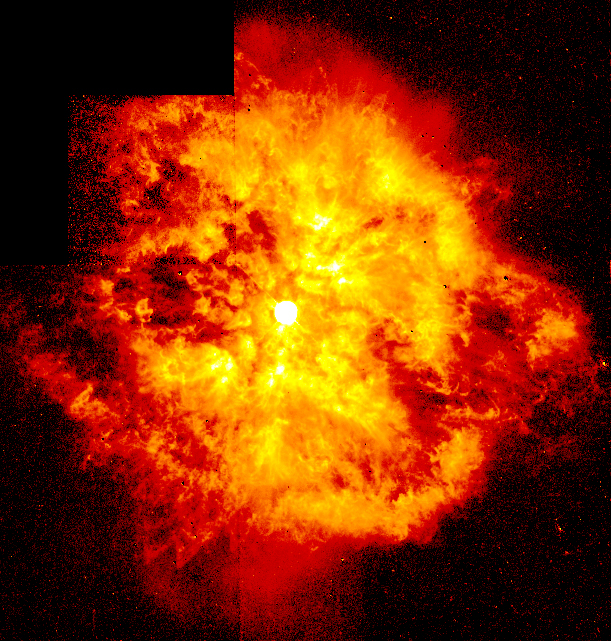
صورة بتلسكوب هابل الفضائي للسحابة الغازية M1-67 حول النجم WR 124، وهو من نوع نجوم ولف-رايت.

- رياح النجوم الساخنة: عند درجة حرارة 10.000 كلفن أو أكثر لسطح النجم وتكون لها نفس التركيب الكيميائي للسطح نفسه. وتكون معظم الذرات متأينة أحاديا أو أكثر (أي فاقدة إلكترون أو أكثر). ويمكن أن تصل سرعات تلك الرياح النجمية عدة آلاف كيلومتر في الثانية. وتنشأ رياح النجوم الساخنة تحت ضغط الإشعاع الصادر من النجم ويحدث فيه امتصاص لبعض خطوط الطيف في نطاق الأشعة فوق البنفسجية.[3] ويبلغ فقد المادة من النجم بين {\displaystyle 10^{-10}} لنجوم النسق الأساسي إلى {\displaystyle 10^{-6}} للعمالقة العظام وإلى {\displaystyle 10^{-3}} في نجم وولف-رايت. وقد حدث نشاط زائد في نجم إيتا كارينا في عام 1840 واستمر لمدة عامين فقد خلالها نحو نصف كتلة شمسية في العام. رياح النجوم الساخنة لا تكون متجانسة. ويمكن مشاهدة عدم تجانس الرياح في النجوم الثنائية المصدرة لأشعة إكس بطريقة غير مباشرة. حيث تنجذب الريح النجمية إلى قزم أبيض شديد الكثافة أو من نجم نيوتروني أو من ثقب أسود وتبدأ في الالتفاف حوله في هيئة قرص. وعند اصطدام الريح بالقزم الأبيض أو بالنجم النيوتروني تنشأ أشعة سينية في هيئة أشعاع حراري تتناسب مع كمية الريح في القرص. وهذا يسمح بدراسة وتحليل التكوين الغير منتظم للرياح النجمية الصادرة من نجوم ساخنة. D.[4]

- في بعض النجوم التي تجمع مادة قرصية حولها  مثل نجم T-Tauri من الممكن أن تظهر الريح في هيئة نفاثة. في تلك الحالة تنحرف بعض المادة المتساقطة على النجم تحت تأثير مجاله المغناطيسي وتنطلق بعيداً عن قطبه متطابقة مع محور دورانه .[5]

ورغم أن الرياح النجمية من نجوم النسق الأساسي لا يكون لها تأثير على تطور النجم فيكون لها ثأثير كبير في المراحل الأخيرة من عمر النجم . كثير من النجوم ذات الكتل البالغة تتطور بسبب ذلك إلى قزم أبيض وتنفجر ليس في صورة مستعر أعظم لأنها تكون قد فقدت قبل ذلك جزءا كبيرا من مادتها.

## اقرأ أيضًا
- ريح شمسية
- لفظ كتلي إكليلي
- انفجار شمسي
- هالة شمسية
- متغير قيفاوي
- آر إس بوبيس